# Heron, Montana
Heron är en ort i Sanders County, Montana, USA.